# 다카라즈카 가극단 51기생
다카라즈카 가극단 51기생은 1963년에 다카라즈카 음악학교에 입학, 1965년에 졸업 및 다카라즈카 가극단에 입단하여 『우리는 꽃을 사랑한다』『에스콰이어 걸즈』로 초무대를 밟은 54명을 가리킨다.

## 개요
이 기수는 전 호시ㆍ하나구미 톱스타이자 배우인 안나 준, 카와무라 마키, 소토오리 츠키코(개명 후, 소토오리 마유미), 전 유키구미 톱여역 타카미야 사치가 입단하였다.
2007년, 치가 테루코의 정년퇴단으로 51기생 전원 퇴단하였다.

## 일람
| 예명               | 생일      | 출신지                  | 출신 학교                  | 예명의 유래                              | 애칭                   | 역할 | 퇴단년도 | 비고                                                                                          |
| ------------------ | --------- | ----------------------- | -------------------------- | ---------------------------------------- | ---------------------- | ---- | -------- | --------------------------------------------------------------------------------------------- |
| 秋吉里美           | 8월 16일  | 효고현 고베시           | 고베야마테가쿠엔           |                                          | 타케                   |      | 1974년   | 개명 후 타케 미하루(竹美春)                                                                   |
| 아키요시 사토미    | 8월 16일  | 효고현 고베시           | 고베야마테가쿠엔           |                                          | 타케                   |      | 1974년   | 개명 후 타케 미하루(竹美春)                                                                   |
| 曙真紀             | 2월 3일   | 도쿄도                  | 하코이와시라유리가쿠엔     | 우츠미 시게노리가 선정                   | 노코짱, 규우짱         |      | 1974년   |                                                                                               |
| 아케보노 마키      | 2월 3일   | 도쿄도                  | 하코이와시라유리가쿠엔     | 우츠미 시게노리가 선정                   | 노코짱, 규우짱         |      | 1974년   |                                                                                               |
| 天路みつる         | 4월 23일  | 도쿄도                  | 준신가쿠엔                 | 가족이 고안                              | 아마짱, 아마오         |      | 1968년   | 딸 타카세 유우 (79)                                                                           |
| 아마지 미츠루      | 4월 23일  | 도쿄도                  | 준신가쿠엔                 | 가족이 고안                              | 아마짱, 아마오         |      | 1968년   | 딸 타카세 유우 (79)                                                                           |
| 安奈淳             | 7월 29일  | 오사카부 이케다시       | 바이카가쿠엔               | 가족이 고안                              | 미키짱, 오토미         | 남역 | 1978년   | 배우 겸 가수                                                                                  |
| 안나 준            | 7월 29일  | 오사카부 이케다시       | 바이카가쿠엔               | 가족이 고안                              | 미키짱, 오토미         | 남역 | 1978년   | 배우 겸 가수                                                                                  |
| 泉桜子             | 2월 8일   | 아이치현 나고야시       | 키쿠자토고등학교           | 부모님이 고안                            | 톤코                   |      | 1966년   |                                                                                               |
| 이즈미 사쿠라코    | 2월 8일   | 아이치현 나고야시       | 키쿠자토고등학교           | 부모님이 고안                            | 톤코                   |      | 1966년   |                                                                                               |
| 沖津まさき         | 11월 11일 | 효고현                  | 이타미시립키타중학교       |                                          | 아카짱                 |      | 1972년   | 개명 후, 오키츠 나미 (沖津奈美)                                                               |
| 오키츠 마사키      | 11월 11일 | 효고현                  | 이타미시립키타중학교       |                                          | 아카짱                 |      | 1972년   | 개명 후, 오키츠 나미 (沖津奈美)                                                               |
| 篝美樹             | 3월 20일  | 효고현 고베시           | 쇼인죠시가쿠인             | 부모님이 명명                            | 료코상                 |      | 1970년   |                                                                                               |
| 카가리 미키        | 3월 20일  | 효고현 고베시           | 쇼인죠시가쿠인             | 부모님이 명명                            | 료코상                 |      | 1970년   |                                                                                               |
| 賀月三世           | 1월 7일   | 오사카부                | 이즈미오오츠고등학교       | 아빠가 고안                              | 카코짱                 |      | 1972년   |                                                                                               |
| 카츠키 미츠요      | 1월 7일   | 오사카부                | 이즈미오오츠고등학교       | 아빠가 고안                              | 카코짱                 |      | 1972년   |                                                                                               |
| 叶八千矛           | 8월 8일   | 오사카부                | 무코가와가쿠인             | 존경하는 선생님이 고안                   | 코즈에짱               | 남역 | 1976년   | 샹송가수 마에다 코즈에                                                                        |
| 카노우 야치호      | 8월 8일   | 오사카부                | 무코가와가쿠인             | 존경하는 선생님이 고안                   | 코즈에짱               | 남역 | 1976년   | 샹송가수 마에다 코즈에                                                                        |
| 神城優里           | 11월 22일 | 교토부 교토시           | 교토시립후카쿠사중학교     | 본명                                     | 오미야                 |      | 1972년   |                                                                                               |
| 카미시로 유리      | 11월 22일 | 교토부 교토시           | 교토시립후카쿠사중학교     | 본명                                     | 오미야                 |      | 1972년   |                                                                                               |
| 茅真琴             | 4월 3일   | 효고현 다카라즈카시     | 야마테죠시가쿠엔           | 존경하는 상급생이 명명                   | 에미짱                 |      | 1970년   |                                                                                               |
| 카야 마코토        | 4월 3일   | 효고현 다카라즈카시     | 야마테죠시가쿠엔           | 존경하는 상급생이 명명                   | 에미짱                 |      | 1970년   |                                                                                               |
| 雁わたる           | 12월 7일  | 사이타마현              | 요노히가시중학교           | 엄마가 고안                              | 릿코                   |      | 1970년   |                                                                                               |
| 카리 와타루        | 12월 7일  | 사이타마현              | 요노히가시중학교           | 엄마가 고안                              | 릿코                   |      | 1970년   |                                                                                               |
| 川村真樹           | 1월 1일   | 카나가와현              | 큐우단죠시고등학교         | 마스다 다카라즈카 가극단 전무이사가 선정 | 사토짱, 사토코         |      | 1967년   |                                                                                               |
| 카와무라 마키      | 1월 1일   | 카나가와현              | 큐우단죠시고등학교         | 마스다 다카라즈카 가극단 전무이사가 선정 | 사토짱, 사토코         |      | 1967년   |                                                                                               |
| 紅瑤子             |           |                         |                            |                                          |                        |      | 1965년   |                                                                                               |
| 쿠레나이 요우코    |           |                         |                            |                                          |                        |      | 1965년   |                                                                                               |
| 東風かをる         | 3월 4일   | 효고현 다카라즈카시     | 다카라즈카중학교           | 태어난 계절에 연관 노래에서 따옴         | 하마짱                 |      | 1968년   |                                                                                               |
| 코치 카오루        | 3월 4일   | 효고현 다카라즈카시     | 다카라즈카중학교           | 태어난 계절에 연관 노래에서 따옴         | 하마짱                 |      | 1968년   |                                                                                               |
| 古都みのる         | 6월 4일   | 오사카부 오사카시       | 바이카가쿠엔               | 지인이 명명                              | 본짱, 오미츠           |      | 1966년   |                                                                                               |
| 코토 미노루        | 6월 4일   | 오사카부 오사카시       | 바이카가쿠엔               | 지인이 명명                              | 본짱, 오미츠           |      | 1966년   |                                                                                               |
| 駒草ゆり           | 10월 21일 | 오사카부 오사카시       | 이케다고등학교             | 가족이 고안                              | 모츠, 못짱             |      | 1967년   | 엄마 미야마 하나코 (16)                                                                       |
| 코마쿠사 유리      | 10월 21일 | 오사카부 오사카시       | 이케다고등학교             | 가족이 고안                              | 모츠, 못짱             |      | 1967년   | 엄마 미야마 하나코 (16)                                                                       |
| 砂夜なつみ         | 3월 16일  | 도쿄도                  | 도쿄학예대학부속고등학교   | 존경하는 사람이 명명                     | 아베짱, 낫짱, 아베쵸코 |      | 1972년   |                                                                                               |
| 사요 나츠미        | 3월 16일  | 도쿄도                  | 도쿄학예대학부속고등학교   | 존경하는 사람이 명명                     | 아베짱, 낫짱, 아베쵸코 |      | 1972년   |                                                                                               |
| 朱麗華             | 7월 15일  | 효고현                  | 무코가와가쿠인             | 존경하는 선생님이 명명                   | 아케미짱               |      | 1970년   | 딸 아사다 코우 (78)                                                                           |
| 슈 레이카          | 7월 15일  | 효고현                  | 무코가와가쿠인             | 존경하는 선생님이 명명                   | 아케미짱               |      | 1970년   | 딸 아사다 코우 (78)                                                                           |
| 恂まりか           | 1월 5일   | 오사카부                | 코시엔가쿠인               |                                          | 테루미                 |      | 1970년   |                                                                                               |
| 준 마리카          | 1월 5일   | 오사카부                | 코시엔가쿠인               |                                          | 테루미                 |      | 1970년   |                                                                                               |
| 朱雀美保           | 2월 22일  | 미에현                  | 나고야시립마에츠중학교     | 언니의 예명                              | 미호, 보-야            |      | 1970년   | 언니 스자쿠 히로미 (49)                                                                       |
| 스자쿠 미호        | 2월 22일  | 미에현                  | 나고야시립마에츠중학교     | 언니의 예명                              | 미호, 보-야            |      | 1970년   | 언니 스자쿠 히로미 (49)                                                                       |
| 住乃江夢路         | 10월 22일 | 카나가와현              | 도쿄여자고등학교           | 백인일수                                 | 쵸로                   |      | 1967년   |                                                                                               |
| 스미노에 유메지    | 10월 22일 | 카나가와현              | 도쿄여자고등학교           | 백인일수                                 | 쵸로                   |      | 1967년   |                                                                                               |
| 清少郁音           | 8월 9일   | 효고현                  | 무코가와가쿠인             | 백인일수                                 | 에미리-                |      | 1967년   |                                                                                               |
| 세이죠 이쿠네      | 8월 9일   | 효고현                  | 무코가와가쿠인             | 백인일수                                 | 에미리-                |      | 1967년   |                                                                                               |
| 衣通月子           | 11월 4일  | 오사카부 이즈미오오츠시 | 오사카시립미나미중학교     | 소토오리 히메의 이름                     | 마무로짱               |      | 1977년   | 배우 소토오리 마유미                                                                          |
| 소토오리 츠키코    | 11월 4일  | 오사카부 이즈미오오츠시 | 오사카시립미나미중학교     | 소토오리 히메의 이름                     | 마무로짱               |      | 1977년   | 배우 소토오리 마유미                                                                          |
| 高宮沙千           | 8월 24일  | 오사카부 오사카시       | 죠세이가쿠엔               | 존경하는 선생님이 명명                   | 피-코                  | 여역 | 1979년   | 언니 토와 미치요 (47) 언니 미호카와 치사토 (48) 딸 타카미야 치나츠 (84) 딸 타카미야 리나 (85) |
| 타카미야 사치      | 8월 24일  | 오사카부 오사카시       | 죠세이가쿠엔               | 존경하는 선생님이 명명                   | 피-코                  | 여역 | 1979년   | 언니 토와 미치요 (47) 언니 미호카와 치사토 (48) 딸 타카미야 치나츠 (84) 딸 타카미야 리나 (85) |
| 滝瀬しぶき         | 2월 2일   | 도쿄도                  | 토호죠시가쿠엔             | 가족이 고안                              | 요스케, 요-코짱        |      | 1969년   |                                                                                               |
| 타키세 시부키      | 2월 2일   | 도쿄도                  | 토호죠시가쿠엔             | 가족이 고안                              | 요스케, 요-코짱        |      | 1969년   |                                                                                               |
| 玉城明美           | 1월 2일   | 니이가타현              | 도시샤여자고등학교         |                                          | 인디                   |      | 1972년   | 개명 후, 타마시로 아케미 (玉城あけみ)                                                         |
| 타마시로 아케미    | 1월 2일   | 니이가타현              | 도시샤여자고등학교         |                                          | 인디                   |      | 1972년   | 개명 후, 타마시로 아케미 (玉城あけみ)                                                         |
| 千雅照子           | 2월 26일  | 효고현 고베시 효고구    | 쇼인죠시가쿠인             |                                          | 치가짱, 테루코짱       |      | 2007년   | 개명 후, 치가 테루코 (千雅てる子) 정년퇴단                                                    |
| 치가 테루코        | 2월 26일  | 효고현 고베시 효고구    | 쇼인죠시가쿠인             |                                          | 치가짱, 테루코짱       |      | 2007년   | 개명 후, 치가 테루코 (千雅てる子) 정년퇴단                                                    |
| 千曲波             | 9월 11일  | 오사카부                | 시부야고등학교             | 후지무라 시집                            | 피카짱                 |      | 1968년   |                                                                                               |
| 치쿠 마나미        | 9월 11일  | 오사카부                | 시부야고등학교             | 후지무라 시집                            | 피카짱                 |      | 1968년   |                                                                                               |
| 千滝のぼる         | 3월 8일   | 도쿄도                  | 일본여자대학부속고등학교   | 폭포를 좋아함                            | 리메짱, 죠             |      | 1968년   |                                                                                               |
| 치타키 노보루      | 3월 8일   | 도쿄도                  | 일본여자대학부속고등학교   | 폭포를 좋아함                            | 리메짱, 죠             |      | 1968년   |                                                                                               |
| 千代浦輝           | 2월 8일   | 오사카부                | 히가시오오타니고등학교     | 가족이 고안                              | 타-코                  |      | 1970년   |                                                                                               |
| 치요우라 히카루    | 2월 8일   | 오사카부                | 히가시오오타니고등학교     | 가족이 고안                              | 타-코                  |      | 1970년   |                                                                                               |
| 月珠里             | 12월 25일 | 효고현 고베시           | 무코가와가쿠인             | 본명에서 한글자 따옴                     | 타마리                 |      | 1971년   |                                                                                               |
| 츠키 쥬리          | 12월 25일 | 효고현 고베시           | 무코가와가쿠인             | 본명에서 한글자 따옴                     | 타마리                 |      | 1971년   |                                                                                               |
| 友鶴千花子         | 10월 11일 | 도쿄도                  | 칸다죠가쿠엔               | 가족이 고안                              | 히로                   |      | 1966년   |                                                                                               |
| 토모즈루 치카코    | 10월 11일 | 도쿄도                  | 칸다죠가쿠엔               | 가족이 고안                              | 히로                   |      | 1966년   |                                                                                               |
| 涛千里             | 7월 7일   | 효고현 고베시           | 쇼인죠시가쿠인             | 가족이 고안                              | 코보-즈                |      | 1969년   |                                                                                               |
| 나미 치사토        | 7월 7일   | 효고현 고베시           | 쇼인죠시가쿠인             | 가족이 고안                              | 코보-즈                |      | 1969년   |                                                                                               |
| 並路ゆか           | 1월 16일  | 치바현                  | 오우인고등학교             | 은사가 명명                              | 케코짱                 |      | 1968년   |                                                                                               |
| 나미지 유카        | 1월 16일  | 치바현                  | 오우인고등학교             | 은사가 명명                              | 케코짱                 |      | 1968년   |                                                                                               |
| 野間麗子           | 11월 22일 | 카나가와현              | 고베미나토가와고등학교     | 「마농 레스코」                          | 타-코                  |      | 1966년   | 언니 미네 치가게 (46)                                                                         |
| 노마 레이코        | 11월 22일 | 카나가와현              | 고베미나토가와고등학교     | 「마농 레스코」                          | 타-코                  |      | 1966년   | 언니 미네 치가게 (46)                                                                         |
| 華かおり           | 1월 3일   | 효고현 고베시           | 쇼인죠시가쿠인             | 가족이 고안                              | 덴                     |      | 1967년   | 아들 카와타 나오야                                                                            |
| 하나 카오리        | 1월 3일   | 효고현 고베시           | 쇼인죠시가쿠인             | 가족이 고안                              | 덴                     |      | 1967년   | 아들 카와타 나오야                                                                            |
| 英美娜             | 10월 11일 | 오사카부                | 바이카가쿠엔               | 아빠가 명명                              | 렌짱, 온헤키           |      | 1968년   |                                                                                               |
| 하나부사 미나      | 10월 11일 | 오사카부                | 바이카가쿠엔               | 아빠가 명명                              | 렌짱, 온헤키           |      | 1968년   |                                                                                               |
| 浜路ゆう子         | 10월 7일  | 효고현 고베시           | 우에노중학교               |                                          | 진짱                   |      | 1968년   |                                                                                               |
| 하마지 유우코      | 10월 7일  | 효고현 고베시           | 우에노중학교               |                                          | 진짱                   |      | 1968년   |                                                                                               |
| 久松加代           | 12월 1일  | 히로시마현              | 후쿠야마세이시칸고등학교   | 출신지                                   | 얏코                   |      | 1968년   |                                                                                               |
| 히사마츠 카요      | 12월 1일  | 히로시마현              | 후쿠야마세이시칸고등학교   | 출신지                                   | 얏코                   |      | 1968년   |                                                                                               |
| 藤むらさき         | 7월 2일   | 효고현                  | 아시야죠시가쿠엔           | 본명                                     | 오후지                 |      | 1968년   |                                                                                               |
| 후지 무라사키      | 7월 2일   | 효고현                  | 아시야죠시가쿠엔           | 본명                                     | 오후지                 |      | 1968년   |                                                                                               |
| 二葉真理           | 8월 19일  | 효고현 고베시           | 쇼인죠시가쿠인             | 지인이 명명                              | 챠코                   |      | 1967년   |                                                                                               |
| 후타바 마리        | 8월 19일  | 효고현 고베시           | 쇼인죠시가쿠인             | 지인이 명명                              | 챠코                   |      | 1967년   |                                                                                               |
| 真木一子           | 6월 6일   | 홋카이도                | 토호예능학교               | 가족이 고안                              | 마-코, 마사코          |      | 1970년   |                                                                                               |
| 마키 카즈코        | 6월 6일   | 홋카이도                | 토호예능학교               | 가족이 고안                              | 마-코, 마사코          |      | 1970년   |                                                                                               |
| 牧里いづみ         | 10월 15일 | 도쿄도                  | 나루미가쿠엔               |                                          | 타케짱                 |      | 1969년   | 딸 호죠 루미 (83)                                                                             |
| 마키사토 이즈미    | 10월 15일 | 도쿄도                  | 나루미가쿠엔               |                                          | 타케짱                 |      | 1969년   | 딸 호죠 루미 (83)                                                                             |
| マリア・バティスタ | 12월 6일  | 효고현 다카라즈카시     | 다카라즈카시립나가오중학교 | 본명                                     | 규-티-                 |      | 1970년   | 엄마 치사토 유리 (28) 조카 유키나 츠구미 (84) 발레 교실 이즈미 발레단 주재                    |
| 마리아 바티스타    | 12월 6일  | 효고현 다카라즈카시     | 다카라즈카시립나가오중학교 | 본명                                     | 규-티-                 |      | 1970년   | 엄마 치사토 유리 (28) 조카 유키나 츠구미 (84) 발레 교실 이즈미 발레단 주재                    |
| 馬里邑みさ         | 11월 7일  | 도쿄도                  | 토호예능학교               |                                          | 미-코짱                |      | 1971년   |                                                                                               |
| 마리무라 미사      | 11월 7일  | 도쿄도                  | 토호예능학교               |                                          | 미-코짱                |      | 1971년   |                                                                                               |
| 水木亜砂           | 6월 13일  | 도쿄도                  | 토바시가쿠엔               |                                          | 요네퐁, 로코           |      | 1967년   | 개명 후, 미즈키 아사 (水木亜沙)                                                               |
| 미즈키 아사        | 6월 13일  | 도쿄도                  | 토바시가쿠엔               |                                          | 요네퐁, 로코           |      | 1967년   | 개명 후, 미즈키 아사 (水木亜沙)                                                               |
| 碧美沙             | 4월 11일  | 오사카부 토요나카시     | 토요나카제5중학교          | 맑은 하늘과 바다색                       | 토시짱                 |      | 1977년   | 코프 코베 강사                                                                                |
| 미도리 미사        | 4월 11일  | 오사카부 토요나카시     | 토요나카제5중학교          | 맑은 하늘과 바다색                       | 토시짱                 |      | 1977년   | 코프 코베 강사                                                                                |
| 南風はるみ         | 12월 12일 | 도쿄도                  | 토요음악대학부속고등학교   | 미나카제 요우코가 명명                   | 하루미짱               |      | 1965년   |                                                                                               |
| 미나카제 하루미    | 12월 12일 | 도쿄도                  | 토요음악대학부속고등학교   | 미나카제 요우코가 명명                   | 하루미짱               |      | 1965년   |                                                                                               |
| 山里まさり         | 5월 30일  | 효고현                  | 고베죠가쿠인               | 백인일수                                 | 앗코, 앗짱             |      | 1969년   | 동생 나츠 테루코 (54)                                                                         |
| 야마자토 마사리    | 5월 30일  | 효고현                  | 고베죠가쿠인               | 백인일수                                 | 앗코, 앗짱             |      | 1969년   | 동생 나츠 테루코 (54)                                                                         |
| 夕鶴まなみ         | 8월 29일  | 카나가와현              | 쇼난시라유리가쿠엔         | 존경하는 선생님이 명명                   | 페코짱                 |      | 1968년   |                                                                                               |
| 유우즈루 마나미    | 8월 29일  | 카나가와현              | 쇼난시라유리가쿠엔         | 존경하는 선생님이 명명                   | 페코짱                 |      | 1968년   |                                                                                               |
| 蘭まゆみ           | 11월 16일 | 효고현                  | 소우아이가쿠엔             | 가족이 고안                              | 츠우                   |      | 1968년   |                                                                                               |
| 란 마유미          | 11월 16일 | 효고현                  | 소우아이가쿠엔             | 가족이 고안                              | 츠우                   |      | 1968년   |                                                                                               |
| 和歌たず子         | 11월 14일 | 와카야마현              | 이케다중학교               | 출신지에서 연관                          | 타즈코, 타-코          |      | 1966년   |                                                                                               |
| 와카 타즈코        | 11월 14일 | 와카야마현              | 이케다중학교               | 출신지에서 연관                          | 타즈코, 타-코          |      | 1966년   |                                                                                               |
| 若樹みちる         | 1월 15일  | 도쿄도                  | 도쿄죠시가쿠엔             | 시라이 테츠조가 명명                     | 아타미짱, 아타코       |      | 1970년   |                                                                                               |
| 와카기 미치루      | 1월 15일  | 도쿄도                  | 도쿄죠시가쿠엔             | 시라이 테츠조가 명명                     | 아타미짱, 아타코       |      | 1970년   |                                                                                               |